# Peter Duren
Peter Larkin Duren (30 avril 1935, Nouvelle-Orléans, Louisiane - 10 juillet 2020), est un mathématicien américain, spécialiste en analyse mathématique et connu pour ses monographies et ses manuels.

## Biographie
Duren obtient en 1956 son baccalauréat à l'Université Harvard et en 1960 son doctorat au Massachusetts Institute of Technology sous la supervision de Gian-Carlo Rota avec une thèse intitulée Spectral theory of a class of non-selfadjoint infinite matrix operators. En tant que post-doctorant, il était instructeur à l'université Stanford. Il devient ensuite, à l'université du Michigan, professeur assistant en 1962, professeur associé en 1966, et professeur en 1969 ; depuis 2010, il est professeur émérite.
Duren a séjourné en 1968/69 à l'Institute for Advanced Study, en 1975 il est professeur invité au Technion de Haïfa, en 1964/65 chercheur invité à l'Imperial College et à l'Université Paris-Sud d'Orsay, en 1982 professeur invité à l'Université du Maryland et en 1982/83 à l'Institut Mittag-Leffler, à l'Université Paris-Sud et à l'École polytechnique fédérale de Zurich. En 1989, il est chercheur invité à l'Université de Stanford, en 1993 à l'Université d'Hawaï et en 1996 à l'Institut norvégien de technologie de Trondheim. Il a également été chercheur invité à Halle, à la Société Max-Planck pour le développement des sciences de Leipzig, à l'Université du Witwatersrand, à Santiago du Chili, à l'Université autonome de Madrid, à l'Université Bar-Ilan et à l'Academia sinica de Pékin.

## Recherche
En 1976/77, il était rédacteur en chef du Michigan Mathematical Journal . Il a été coéditeur de la revue The American Mathematical Monthly et d'une festschrift pour Frederick Gehring.
La recherche et les travaux de synthèse de Duren portent sur la théorie des fonctions et l'analyse fonctionnelle, y compris les espaces de Hardy, les fonctions schlicht, l'analyse harmonique, la théorie des fonctions géométriques, la théorie du potentiel et les fonctions spéciales .
De 1964 à 1966, Duren est Sloan Fellow. En 2012, il est devenu membre de l'American Mathematical Society.

## Publications (sélection)
- Invitation to classical analysis, American Mathematical Society, 2012 (présentation en ligne)
- Harmonic maps in the plane, Cambridge University Press, 2004
- avec Alexander Schuster, Bergman spaces, American Mathematical Society, 2004 (présentation en ligne)[4]
- avec Richard Askey et Uta Merzbach (éditeurs), A century of mathematics in America (3 volumes), American Mathematical Society, 1988 et 1989[5],[6]
- Univalent Functions, Springer Verlag, coll. « Grundlehren der mathematischen Wissenschaften », 1983 (présentation en ligne)[7]
- Theory of {\displaystyle H^{p}}-Spaces, Academic Press, 1970 - Réimpression Dover 2000.